# Sebastian Brendel
Sebastian Brendel (født 12. marts 1988) er en tysk kanoroer, som har specialiseret sig i sprint. Han har deltaget i tre olympiske lege og vundet en række VM-, EM- og OL-medaljer.
I begyndelsen af sin karriere roede han firerkano, og han var med til at vinde VM- og EM-sølv på 500 m-distancen i 2007. Snart skiftede han dog til enerkano, og han vandt sine første VM medaljer i denne båd i 2008 med sølv på 500 m samt bronze på 1000 m. Han har i alt vundet mere end fyrre VM- og EM-medaljer pr. 2019.
Han repræsenterede Tyskland ved OL 2012 i London, hvor han deltog  i C-1 200 meter og 1000 meter. På 1000 m havde han ikke problemer med at komme i semifinalen, og denne vandt han. I finalen gik han tidligt i spidsen sammen med franskmanden Mathieu Goubel, hvorpå uzbekeren Vadim Menkov kom med i førergruppen, mens Goubel faldt tilbage. Mod slutningen af løbet faldt også Menkov tilbage, mens Brendel holdt spidsen helt til mål og sejrede med næsten et sekunds forspring til spanieren David Cal, mens canadieren Mark Oldershaw fik bronze. På 200 m blev han samlet nummer 15.
Ved OL 2016 i Rio de Janeiro stillede Brendel op i C1 og C2 på 1000 m. I C1 vandt han sit indledende heat og kvalificerede sig dermed direkte i A-finalen. Denne blev primært en kamp mellem Brendel og brasilianeren Isaquias Queiroz, men brasilianeren kunne ikke følge med i længden, og Brendel genvandt sit olympiske mesterskab i sikker stil. Queiroz vandt sølv og russeren Ilja Sjtokalov fik bronze. I C2 roede han sammen med Jan Verdrey, og også her vandt Brendel sit indledende heat og gik direkte i finalen. Her førte brasilianerne Queiroz og Erion Silva det meste af vejen, men på opløbsstrækningen skød Brendel og Verdrey forbi og sikrede Brendel sit tredje OL-guld. Brasilianerne vandt sølv og ukrainerne Dmytro Jantjuk og Taras Mysjtsjuk bronze.
Ved OL 2020 i Tokyo (afholdt 2021) var Brendel ikke i bedste form. Men med sin erfaring var han fortsat regnet blandt favoritterne i C1 1000 m. Han kunne dog ikke følge med de bedste og endte på en tiendeplads. Han stillede også op i C2 på samme distance, denne gang sammen med Tim Hecker. Parret sikrede sig bronze, mens cubanerne Serguey Torres og Fernando Jorge vandt guld foran kineserne Liu Hao og Zheng Pengfei.